# Aubérive (Marne)
Aubérive é uma comuna francesa na região administrativa do Grande Leste, no departamento de Marne. Estende-se por uma área de 27.5 km², e possui 245 habitantes, segundo o censo de 2018, com uma densidade de 8.9 hab/km².